# Гай Ветений Север
Гай Ветений Север (на латински: Gaius Vettennius Severus) е сенатор и политик на Римската империя през края на 1 и началото на 2 век.
През 107 г. Ветений Север е суфектконсул заедно с Гай Миниций Фундан.